# Toyoji Takahashi
Toyoji Takahashi (高橋 豊二 Takahashi Toyoji?,  1913 en Tokio - 5 de marzo de 1940 en Chiba) fue un futbolista japonés que se desempeñaba como delantero.
Takahashi fue elegido para integrar la selección nacional de Japón para los Juegos Olímpicos de Verano de 1936.

## Trayectoria

### Clubes
| Club                          | País  | Año  |
| ----------------------------- | ----- | ---- |
| Universidad Imperial de Tokio | Japón | ???? |